# الانتخابات البرلمانية الصربية 1993
الانتخابات البرلمانية الصربية 1993 هي الانتخابات العامة الصربية ‏ جرت في 19 ديسمبر 1993، في صربيا، لانتخاب عضو الجمعية الوطنية في صربيا ‏.
فاز بالانتخابات ميركو ماريانوفيتش.